# Ashuanipi River
Der Ashuanipi River ist ein etwa 345 km langer Zufluss des Smallwood Reservoir im Zentrum der Labrador-Halbinsel. Er bildet den Quellfluss des Churchill River.

## Flusslauf
Der Ashuanipi River bildet den Abfluss des 529 m hoch gelegenen Sees Ashuanipi Lake. Er fließt knapp 65 km nach Norden zu den Menihek Lakes. Diese durchfließt er auf einer Länge von 100 km. Ein größerer Zufluss der Menihek Lakes ist der von Westen kommende McPhadyen River. Am Abfluss der Menihek Lakes befindet sich ein Staudamm mit einem Wasserkraftwerk. Dieses hat eine installierte Leistung von 18,7 MW und nutzt eine Fallhöhe von maximal 12 m. Im Anschluss durchfließt der Ashuanipi River in einem S-Bogen ein Seensystem bestehend aus Marble Lake, Astray Lake und Petitsikapau Lake. Schließlich wendet er sich auf den letzten 100 km nach Südosten und mündet in das Nordwestufer des Smallwood Reservoir. Der Fluss besitzt entlang fast seiner gesamten Länge seenähnliche Flussverbreiterungen. Der Trans-Labrador Highway (Route 500) von Labrador City nach Happy Valley-Goose Bay überquert den Fluss 6 km unterhalb des Ashuanipi Lake.

## Hydrologie
Der Ashuanipi River entwässert ein Areal von 25.928 km². Der mittlere Abfluss unterhalb der Menihek Lakes beträgt 394 m³/s. Die höchsten Monatsabflüsse treten gewöhnlich während der Schneeschmelze im Juni mit im Mittel 1020 m³/s auf.